# Naitschau
Naitschau ist ein Ortsteil von Langenwetzendorf im Landkreis Greiz in Thüringen.

## Lage
Der Ortsteil liegt zwischen Greiz, Zeulenroda und Triebes an der Bundesstraße 94. Die Gemarkung von Naitschau grenzt an die von Langenwetzendorf. Sie liegt im Thüringer Schiefergebirge.

## Geschichte
Am 25. August 1444 wurde der Ortsteil erstmals urkundlich erwähnt.
Einst gab es auf dem Territorium von Naitschau zwei Mühlen und eine am Dorf:
- Die Leubamühle in Naitschau begann 1722 ihren Betrieb. Ab 1956 konnte auf die Nutzung der Wasserkraft verzichtet werden, weil ein starker 20-kW-Motor die benötigte Leistung erbrachte. 2011 wurde der Mühlenbetrieb eingestellt.
- Die Stöckelsmühle zu Naitschau, erstmals 1603 urkundlich erwähnt, beendete 1930 die Arbeiten in der Mahl- und Schneidemühle. Das Gebäude wurde aber weiterhin bewohnt.
- Die Perthelsmühle bei Naitschau war ab 1530 nur eine Schneidemühle, die dann auch auf eine Mahlmühle erweitert wurde. Der Müller war einst zugleich Lehrer mit Konflikten zur Obrigkeit. Die um 1652 eingeführte Holzflößerei brachte der Mühle Ertragseinbußen. 1941 kam die Nachricht von der Front, dass der Erbmüllersohn gefallen ist. 1942 drehte sich das Wasserrad letztmals, und der Mühlenbetrieb musste eingestellt werden. Das alte Mühlengebäude wurde 1951 umgebaut.[3]

## Sehenswürdigkeiten
- Dorfkirche Naitschau

## Wirtschaft
Im landwirtschaftlich geprägten Ortsteil ist ein Bauer marktwirtschaftlich tätig. Außerdem besteht eine Landmaschinenwerkstatt. Handwerker und Gewerbetreibende haben sich angesiedelt. Der Ort besitzt 441 Einwohner.

## Bildung
Im Ort befindet sich die Staatliche Grundschule Naitschau.

## Persönlichkeiten
- Wolfgang Diezel (1940–1995), Mediziner und Hochschullehrer